# Порчия
Порчѝя (на италиански и на венециански: Porcia) е град и община в Северна Италия, провинция Порденоне, автономен регион Фриули-Венеция Джулия. Разположен е на 29 m надморска височина. Населението на общината е 15 410 души (към 2010 г.).